# Ladri di biciclette (album)
Ladri di biciclette è il primo album dei Ladri di Biciclette pubblicato nel 1989.
Il disco contiene fra i brani quello che dà il titolo all'album, presentato al Festival di Sanremo 1989 nella sezione "Nuovi", e Dottor Jazz e Mr. Funk, anch'esso pubblicato come singolo quell'anno.

## Tracce
Testi e musiche di Paolo Belli ed Enrico Prandi, eccetto dove indicato.
1. Ladri di biciclette – 3:37 (Paolo Belli)
2. Un buco in fronte – 4:03
3. Heylà come va – 4:45
4. Dottor Jazz e Mr. Funk – 4:58
5. Un uomo di colore – 4:55
6. Givin Up – 5:28
7. Bar biliardo sala da the – 3:59
8. Buttati via – 3:20

## Formazione
- Paolo Belli: voce
- Enrico Prandi: tastiere, pianoforte
- Raffaele Chiatto: chitarra
- Daniele Bagni: basso
- Cesare Barbi: batteria
- Enrico Guastalla: tromba, flicorno
- Massimo Morselli: trombone
- Corrado Terzi: sax tenore, soprano e clarino
- Beppe Cavani: sax contralto, clarinetto basso

Altri musicisti
- Paolo Gianolio: chitarra
- Rudy Trevisi: percussioni